# Ichneumon chasmodops
Ichneumon chasmodops là một loài tò vò trong họ Ichneumonidae.